# Nal Airport
Nal Airport är en flygplats i Indien.   Den ligger i distriktet Bīkāner och delstaten Rajasthan, i den nordvästra delen av landet, 400 km väster om huvudstaden New Delhi. Nal Airport ligger 213 meter över havet.
Terrängen runt Nal Airport är mycket platt. Runt Nal Airport är det ganska tätbefolkat, med 179 invånare per kvadratkilometer. Närmaste större samhälle är Bikaner, 12,1 km sydost om Nal Airport. Omgivningarna runt Nal Airport är i huvudsak ett öppet busklandskap.